# Bacopa innominata
Bacopa innominata là một loài thực vật có hoa trong họ Mã đề. Loài này được (M.Gómez) Alain mô tả khoa học đầu tiên năm 1956.